# Emilie Kullman
Agnes Emilie Fredrika Kullman, född den 14 augusti 1856 i Stockholm, död där den 7 mars 1935, var en svensk översättare. 

## Biografi
Kullman var dotter till garverifabrikören Otto Kullman, stammande från Torneå i Finland, och hans hustru Agnes Unge. Hon förblev ogift.
Hon översatte mer än 150 böcker, huvudsakligen underhållningslitteratur från engelska och i mindre utsträckning från franska, norska, danska och tyska. Vid sidan av översättandet drev hon tillsammans med två systrar en kolhandel från 1891.
Mari Mihi menar i en artikel i Idun rörande Kullmans översättningar att: "--- hvarje särskildt arbete af hennes hand är ett verk af den ärligaste och pietetsfullaste omsorg om bibehållandet af originalets alla egendomligheter och karaktäristiska vändningar, på samma gång den svenska texten aldrig ger intryck af att vara på något sätt 'hopkommen'".

## Översättningar (urval)
- Marie Corelli: Två verldar (A romance of two worlds) (Skoglund, 1889)
- Hall Caine: Syndabocken (The scapegoat: a romance) (Skoglund, 1892)
- Marie Corelli: Prins Lucio (The sorrows of Satan) (Skoglund, 1896)
- Joyce Emmerson Preston Muddock: Detektivhistorier (Skoglund, 1904)
- Edgar Allan Poe: Guldbaggen och andra berättelser (Ljus, 1910)
- Elinor Glyn: Skälet hvarför (The reason why) (Skoglund, 1912)
- Arnold Bennett: Kurtisanen (Bonnier, 1919)
- James Joyce: Dublin-noveller (Dubliners) (Wahlström & Widstrand, 1931)